# Ramganga (Sarju)
Der Ramganga (auch Ram Gar; Hindi रामगंगा Rāmgaṅgā) ist ein etwa 100 km linker Nebenfluss des Sarju im indischen Bundesstaat Uttarakhand.

## Verlauf
Der Ramganga entspringt an der Südostflanke des 6050 m hohen Dangthal im Kumaon-Himalaya im äußersten Norden des Distrikts Bageshwar. Der Berg Nanda Kot liegt etwa 8 km nordwestlich des Quellgebiets. Der Fluss fließt in überwiegend südlicher Richtung durch den Vorderen Himalaya. Der Flusslauf führt entlang der Distriktgrenze zu Pithoragarh und im Unterlauf durch dessen südlichen Teil. Schließlich mündet der Ramganga in den nach Südosten strömenden Sarju, der weitere 20 km flussabwärts in den Mahakali (auch Kali oder Sarda) mündet.